# Família McMahon
A família McMahon são os fundadores e donos da WWE. Teve início com Roderick McMahon em 1925. Após sua morte, passou a herança ao seu filho, Vincent J. McMahon. Quando este faleceu em 1984, a empresa ficou para seu primeiro filho, Vince McMahon, que a administrou até 2022, junto com sua esposa Linda McMahon.
Vince e Linda tiveram dois filhos, Shane e Stephanie. Shane é casado com Marissa Mazzola-McMahon e Stephanie é esposa de Paul Levesque, mais conhecido como Triple H
Stephanie e Triple H possuem três filhas, Aurora Rose, Murphy Claire e Vaughn Evelyn Levesque. Shane e Marissa tem dois filhos, Declan James McMahon e Keynon Jesse McMahon.

## Árvore genealógica
|  |  |                                        |                                        |                                        |                                        |                                                    |                                                    |                                                    |                                                    | Roderick James McMahon (1882–1954)                 | Roderick James McMahon (1882–1954)                 | Roderick James McMahon (1882–1954)        | Roderick James McMahon (1882–1954)        | Roderick James McMahon (1882–1954)        | Roderick James McMahon (1882–1954)        |                                   |                                   | Rose E. (1894-1973)                       | Rose E. (1894-1973)                       | Rose E. (1894-1973)                       | Rose E. (1894-1973)                       | Rose E. (1894-1973)                       | Rose E. (1894-1973)                       |                                |                                |                                                    |                                                    |                                                    |                                                    |                                                    |                                                    |  |  |                                          |                                          |                                          |                                          |                                          |                                          |
|  |  |                                        |                                        |                                        |                                        |                                                    |                                                    |                                                    |                                                    | Roderick James McMahon (1882–1954)                 | Roderick James McMahon (1882–1954)                 | Roderick James McMahon (1882–1954)        | Roderick James McMahon (1882–1954)        | Roderick James McMahon (1882–1954)        | Roderick James McMahon (1882–1954)        |                                   |                                   | Rose E. (1894-1973)                       | Rose E. (1894-1973)                       | Rose E. (1894-1973)                       | Rose E. (1894-1973)                       | Rose E. (1894-1973)                       | Rose E. (1894-1973)                       |                                |                                |                                                    |                                                    |                                                    |                                                    |                                                    |                                                    |  |  |                                          |                                          |                                          |                                          |                                          |                                          |
|  |  |                                        |                                        |                                        |                                        |                                                    |                                                    |                                                    |                                                    |                                                    |                                                    |                                           |                                           |                                           |                                           |                                   |                                   |                                           |                                           |                                           |                                           |                                           |                                           |                                |                                |                                                    |                                                    |                                                    |                                                    |                                                    |                                                    |  |  |                                          |                                          |                                          |                                          |                                          |                                          |
|  |  |                                        |                                        |                                        |                                        | Victoria Askew McMahon (nascida em 1921) (97 anos) | Victoria Askew McMahon (nascida em 1921) (97 anos) | Victoria Askew McMahon (nascida em 1921) (97 anos) | Victoria Askew McMahon (nascida em 1921) (97 anos) | Victoria Askew McMahon (nascida em 1921) (97 anos) | Victoria Askew McMahon (nascida em 1921) (97 anos) |                                           |                                           | Vincent James McMahon (1914–1984)         | Vincent James McMahon (1914–1984)         | Vincent James McMahon (1914–1984) | Vincent James McMahon (1914–1984) | Vincent James McMahon (1914–1984)         | Vincent James McMahon (1914–1984)         |                                           |                                           | Juanita W. McMahon (1916–1998)            | Juanita W. McMahon (1916–1998)            | Juanita W. McMahon (1916–1998) | Juanita W. McMahon (1916–1998) | Juanita W. McMahon (1916–1998)                     | Juanita W. McMahon (1916–1998)                     |                                                    |                                                    |                                                    |                                                    |  |  |                                          |                                          |                                          |                                          |                                          |                                          |
|  |  |                                        |                                        |                                        |                                        | Victoria Askew McMahon (nascida em 1921) (97 anos) | Victoria Askew McMahon (nascida em 1921) (97 anos) | Victoria Askew McMahon (nascida em 1921) (97 anos) | Victoria Askew McMahon (nascida em 1921) (97 anos) | Victoria Askew McMahon (nascida em 1921) (97 anos) | Victoria Askew McMahon (nascida em 1921) (97 anos) |                                           |                                           | Vincent James McMahon (1914–1984)         | Vincent James McMahon (1914–1984)         | Vincent James McMahon (1914–1984) | Vincent James McMahon (1914–1984) | Vincent James McMahon (1914–1984)         | Vincent James McMahon (1914–1984)         |                                           |                                           | Juanita W. McMahon (1916–1998)            | Juanita W. McMahon (1916–1998)            | Juanita W. McMahon (1916–1998) | Juanita W. McMahon (1916–1998) | Juanita W. McMahon (1916–1998)                     | Juanita W. McMahon (1916–1998)                     |                                                    |                                                    |                                                    |                                                    |  |  |                                          |                                          |                                          |                                          |                                          |                                          |
|  |  |                                        |                                        |                                        |                                        |                                                    |                                                    |                                                    |                                                    |                                                    |                                                    |                                           |                                           |                                           |                                           |                                   |                                   |                                           |                                           |                                           |                                           |                                           |                                           |                                |                                |                                                    |                                                    |                                                    |                                                    |                                                    |                                                    |  |  |                                          |                                          |                                          |                                          |                                          |                                          |
|  |  |                                        |                                        |                                        |                                        |                                                    |                                                    |                                                    |                                                    | Vincent Kennedy McMahon (nascido em 1945)          | Vincent Kennedy McMahon (nascido em 1945)          | Vincent Kennedy McMahon (nascido em 1945) | Vincent Kennedy McMahon (nascido em 1945) | Vincent Kennedy McMahon (nascido em 1945) | Vincent Kennedy McMahon (nascido em 1945) |                                   |                                   | Linda Marie Edwards (nascida em 1948)     | Linda Marie Edwards (nascida em 1948)     | Linda Marie Edwards (nascida em 1948)     | Linda Marie Edwards (nascida em 1948)     | Linda Marie Edwards (nascida em 1948)     | Linda Marie Edwards (nascida em 1948)     |                                |                                |                                                    |                                                    |                                                    |                                                    |                                                    |                                                    |  |  |                                          |                                          |                                          |                                          |                                          |                                          |
|  |  |                                        |                                        |                                        |                                        |                                                    |                                                    |                                                    |                                                    | Vincent Kennedy McMahon (nascido em 1945)          | Vincent Kennedy McMahon (nascido em 1945)          | Vincent Kennedy McMahon (nascido em 1945) | Vincent Kennedy McMahon (nascido em 1945) | Vincent Kennedy McMahon (nascido em 1945) | Vincent Kennedy McMahon (nascido em 1945) |                                   |                                   | Linda Marie Edwards (nascida em 1948)     | Linda Marie Edwards (nascida em 1948)     | Linda Marie Edwards (nascida em 1948)     | Linda Marie Edwards (nascida em 1948)     | Linda Marie Edwards (nascida em 1948)     | Linda Marie Edwards (nascida em 1948)     |                                |                                |                                                    |                                                    |                                                    |                                                    |                                                    |                                                    |  |  |                                          |                                          |                                          |                                          |                                          |                                          |
|  |  |                                        |                                        |                                        |                                        |                                                    |                                                    |                                                    |                                                    |                                                    |                                                    |                                           |                                           |                                           |                                           |                                   |                                   |                                           |                                           |                                           |                                           |                                           |                                           |                                |                                |                                                    |                                                    |                                                    |                                                    |                                                    |                                                    |  |  |                                          |                                          |                                          |                                          |                                          |                                          |
|  |  |                                        |                                        |                                        |                                        |                                                    |                                                    |                                                    |                                                    |                                                    |                                                    |                                           |                                           |                                           |                                           |                                   |                                   |                                           |                                           |                                           |                                           |                                           |                                           |                                |                                |                                                    |                                                    |                                                    |                                                    |                                                    |                                                    |  |  |                                          |                                          |                                          |                                          |                                          |                                          |
|  |  | Marissa Mazzola (nascida em 1973)      | Marissa Mazzola (nascida em 1973)      | Marissa Mazzola (nascida em 1973)      | Marissa Mazzola (nascida em 1973)      | Marissa Mazzola (nascida em 1973)                  | Marissa Mazzola (nascida em 1973)                  |                                                    |                                                    | Shane Brandon McMahon (nascido em 1970)            | Shane Brandon McMahon (nascido em 1970)            | Shane Brandon McMahon (nascido em 1970)   | Shane Brandon McMahon (nascido em 1970)   | Shane Brandon McMahon (nascido em 1970)   | Shane Brandon McMahon (nascido em 1970)   |                                   |                                   | Stephanie Marie McMahon (nascida em 1976) | Stephanie Marie McMahon (nascida em 1976) | Stephanie Marie McMahon (nascida em 1976) | Stephanie Marie McMahon (nascida em 1976) | Stephanie Marie McMahon (nascida em 1976) | Stephanie Marie McMahon (nascida em 1976) |                                |                                | Paul Michael Levesque (Triple H) (nascido em 1969) | Paul Michael Levesque (Triple H) (nascido em 1969) | Paul Michael Levesque (Triple H) (nascido em 1969) | Paul Michael Levesque (Triple H) (nascido em 1969) | Paul Michael Levesque (Triple H) (nascido em 1969) | Paul Michael Levesque (Triple H) (nascido em 1969) |  |  |                                          |                                          |                                          |                                          |                                          |                                          |
|  |  | Marissa Mazzola (nascida em 1973)      | Marissa Mazzola (nascida em 1973)      | Marissa Mazzola (nascida em 1973)      | Marissa Mazzola (nascida em 1973)      | Marissa Mazzola (nascida em 1973)                  | Marissa Mazzola (nascida em 1973)                  |                                                    |                                                    | Shane Brandon McMahon (nascido em 1970)            | Shane Brandon McMahon (nascido em 1970)            | Shane Brandon McMahon (nascido em 1970)   | Shane Brandon McMahon (nascido em 1970)   | Shane Brandon McMahon (nascido em 1970)   | Shane Brandon McMahon (nascido em 1970)   |                                   |                                   | Stephanie Marie McMahon (nascida em 1976) | Stephanie Marie McMahon (nascida em 1976) | Stephanie Marie McMahon (nascida em 1976) | Stephanie Marie McMahon (nascida em 1976) | Stephanie Marie McMahon (nascida em 1976) | Stephanie Marie McMahon (nascida em 1976) |                                |                                | Paul Michael Levesque (Triple H) (nascido em 1969) | Paul Michael Levesque (Triple H) (nascido em 1969) | Paul Michael Levesque (Triple H) (nascido em 1969) | Paul Michael Levesque (Triple H) (nascido em 1969) | Paul Michael Levesque (Triple H) (nascido em 1969) | Paul Michael Levesque (Triple H) (nascido em 1969) |  |  |                                          |                                          |                                          |                                          |                                          |                                          |
|  |  |                                        |                                        |                                        |                                        |                                                    |                                                    |                                                    |                                                    |                                                    |                                                    |                                           |                                           |                                           |                                           |                                   |                                   |                                           |                                           |                                           |                                           |                                           |                                           |                                |                                |                                                    |                                                    |                                                    |                                                    |                                                    |                                                    |  |  |                                          |                                          |                                          |                                          |                                          |                                          |
|  |  |                                        |                                        |                                        |                                        |                                                    |                                                    |                                                    |                                                    |                                                    |                                                    |                                           |                                           |                                           |                                           |                                   |                                   |                                           |                                           |                                           |                                           |                                           |                                           |                                |                                |                                                    |                                                    |                                                    |                                                    |                                                    |                                                    |  |  |                                          |                                          |                                          |                                          |                                          |                                          |
|  |  | Declan James McMahon (nascido em 2004) | Declan James McMahon (nascido em 2004) | Declan James McMahon (nascido em 2004) | Declan James McMahon (nascido em 2004) | Declan James McMahon (nascido em 2004)             | Declan James McMahon (nascido em 2004)             |                                                    |                                                    | Kenyon Jesse McMahon (nascido em 2006)             | Kenyon Jesse McMahon (nascido em 2006)             | Kenyon Jesse McMahon (nascido em 2006)    | Kenyon Jesse McMahon (nascido em 2006)    | Kenyon Jesse McMahon (nascido em 2006)    | Kenyon Jesse McMahon (nascido em 2006)    |                                   |                                   | Aurora Rose Levesque (nascida em 2006)    | Aurora Rose Levesque (nascida em 2006)    | Aurora Rose Levesque (nascida em 2006)    | Aurora Rose Levesque (nascida em 2006)    | Aurora Rose Levesque (nascida em 2006)    | Aurora Rose Levesque (nascida em 2006)    |                                |                                | Murphy Claire Levesque (nascida em 2008)           | Murphy Claire Levesque (nascida em 2008)           | Murphy Claire Levesque (nascida em 2008)           | Murphy Claire Levesque (nascida em 2008)           | Murphy Claire Levesque (nascida em 2008)           | Murphy Claire Levesque (nascida em 2008)           |  |  | Vaughn Evelyn Levesque (nascida em 2010) | Vaughn Evelyn Levesque (nascida em 2010) | Vaughn Evelyn Levesque (nascida em 2010) | Vaughn Evelyn Levesque (nascida em 2010) | Vaughn Evelyn Levesque (nascida em 2010) | Vaughn Evelyn Levesque (nascida em 2010) |